# Nigel Barley
Nigel Barley (nace en 1947 en Kingston upon Thames, Inglaterra) es un antropólogo famoso por los libros que ha escrito sobre sus propias experiencias. 
Estudió Lenguas Modernas en la Universidad de Cambridge y completó su doctorado en Antropología Social en la Universidad de Oxford. Ocupó numerosos puestos académicos antes de entrar a formar parte del Museo Británico, dentro del Departamento de Etnografía.
El primer libro de Barley, El antropólogo inocente, es un ingenioso e informativo relato acerca de su trabajo antropológico con el pueblo Dowayo de Camerún. Después de esto ha publicado numerosos trabajos sobre África e Indonesia, en los cuales trata temas tan diversos como los viajes, el arte, las biografías históricas y la ficción.
Barley ha sido nominado varias veces para el premio Escritor Travelex del Año. En 2002 ganó el premio de la Foreign Press Association por su trabajo sobre los viajes.

## Obras en español
- El antropólogo inocente: notas desde una choza de barro. Anagrama, 1989.
- Bailando sobre la tumba: encuentros con la muerte. Anagrama, 2000.
- Una plaga de orugas: el antropólogo inocente regresa a la aldea africana. Anagrama, 2007.
- No es un deporte de riesgo. Anagrama, 2012.